# Алісія (ім'я)
Алісія (англ. Alicia) — жіноче ім'я. Серед відомих людей на ім'я Алісія:
- Алісія Алонсо — кубинська балерина, хореограф і педагог, авторка Національного балету Куби.
- Алісія Аппельман-Юрман — американська письменниця.
- Алісія Кауттс — австралійська плавчиня, олімпійська чемпіонка.
- Аліша Кіз — американська співачка.
- Алісія де Ларроча — іспанська піаністка з Каталонії.
- Алісія Мур, більш відома за своїм сценічним ім'ям Pink — американська співачка.
- Алісія Сакрамоні — американська гімнастка, олімпійська медалістка.
- Алісія Сільверстоун — американська акторка.
- Алісія Вікандер — шведська кіноакторка.
- Алісія Дебнем-Кері — австралійська акторка.